# Aglaia rugulosa
Aglaia rugulosa là một loài thực vật có hoa thuộc họ Meliaceae. Loài này có ở Indonesia và Malaysia.